# Iredalula alticincta
Iredalula alticincta är en snäckart som först beskrevs av R. Murdoch och Suter 1906.  Iredalula alticincta ingår i släktet Iredalula och familjen valthornssnäckor. Inga underarter finns listade i Catalogue of Life.